# Прилуков, Юрий Александрович
Юрий Александрович Прилуков (род. 14 июня 1984 года, Свердловск, СССР) — российский пловец, заслуженный мастер спорта России. Шестикратный чемпион мира в 25-метровых бассейнах, 14-кратный чемпион Европы (6 раз в 50-метровых бассейнах и 8 — в 25-метровых). Выступал в плавании на 400, 800 и 1500 м вольным стилем. Живёт в Екатеринбурге. Последний на данный момент пловец из России, который был призёром чемпионата мира по водным видам спорта на дистанциях 400, 800 и 1500 метров вольным стилем.
На внутрироссийских соревнованиях Юрий выступал за:
1. Свердловскую область (2000-2002 г., 2006 г.);
2. Свердловскую область и Камчатский край (2004-2005 гг.);
3. Свердловскую область и Самарскую область (2003 г., с 2007 г. по настоящее время).

Тренируется под руководством заслуженного тренера Российской Федерации Валерия Петровича Шевелева.

## Достижения
- Финалист Олимпийских игр;
- 6-кратный чемпион мира;
- 14-кратный чемпион Европы;
- 21-кратный чемпион России;
- 11-кратный победитель Кубка России;
- 25-кратный победитель этапов Кубка Мира;
- Чемпион Мира среди полицейских 2006 г.
- Победитель открытого чемпионата Японии 2005 г.;
- 4-кратный победитель этапов серии коммерческих турниров "Mare Nostrum".

### 2000 год
Юрий принимает участие в чемпионате России, становится пятым на дистанции 1500 м.

### 2001 год
Чемпионат Европы среди юниоров:
- 400 м. в/ст. - 1 место (3.57,33);
- 1500 м. в/ст. - 4 место (15.42,79);
- эстафета 4 по 200 м. в/ст. - 3 место.

### 2002 год
Первенство России по короткой воде:
- 200 м. в/ст. - 1 место (1.51,25);
- 400 м. в-ст. - 1 место (3.55,86);
- 1500 м. в/ст. - 1 место (15.30,96).

Кубок России:
- 200 м. в/ст. - 5 место (1.49,09);
- 400 м. в-ст. - 4 место (3.50,61);
- 800 м. в/ст. - 2 место (7.55,48). На этой дистанции Юрий впервые выполняет норматив МСМК;
- 1500 м. в/ст. - 3 место (15.07,89).

Чемпионат России по короткой воде:
- 200 м. в/ст. - 10 место (1.51,58);
- 200 м. батт. - 6 место (2.01,74);
- 4 по 100 м. в-ст. - 3 место.

Чемпионат Мира по короткой воде:
- 1500 м. в/ст. - 5 место (14.50,57);
- 4 по 200 м. в-ст. - 2 место.

Первенство России:
- 100 м. в/ст. - 17 место (54,34);
- 200 м. в/ст. - 1 место (1.50,56);
- 400 м. в-ст. - 1 место (3.54,90);
- 800 м. в-ст. - 1 место (8.17,41);
- 1500 м. в/ст. - 1 место (15.31,37).

Первенство Европы:
- 200 м. в/ст. - 1 место (1.50,26);
- 400 м. в-ст. - 1 место (3.53,59);
- 1500 м. в/ст. - 1 место (15.14,85);
- 4 по 200 м. в/ст. - 1 место.

Чемпионат Европы:
- 1500 м. в/ст. - 1 место (15.03,88);

### 2003 год
Чемпионат Европы по короткой воде:
- 200 м. в/ст. - 14 место (1.48,31);
- 400 м. в-ст. - 1 место (3.40,19);[2][3]
- 1500 м. в/ст. - 1 место (14:31.82) - Рекорд Европы[4].

Кубок России:
- 200 м. в/ст. - 1 место (1.47,16);
- 800 м. в-ст. - 1 место (7.46,85);
- 4 по 100 м. в/ст. - 3 место.

Чемпионат России по короткой воде:
- 400 м. в/ст. - 1 место (3.43,48);
- 800 м. в-ст. - 1 место (7.47,95);
- 4 по 100 м. в/ст. - 5 место;
- 4 по 200 м. в/ст. - 5 место.

Чемпионат России:
- 200 м. в/ст. - 3 место (1.50,69);
- 400 м. в-ст. - 1 место (3.51,28);
- 800 м. в-ст. - 1 место (7.57,52);
- 1500 м. в/ст. - 1 место (15.24,70).

Международный турнир по плаванию "Кубок Москвы":
- 800 м. в-ст. - 1 место (7.49,72) - Рекорд Европы.

Чемпионат Мира:
- 400 м. в-ст. - 6 место (3.48,49);
- 1500 м. в/ст. - 10 место (15.17,26).

Универсиада:
- 400 м. в-ст. - 1 место (3.52,27);
- 800 м. в-ст. - 1 место (7.54,518;
- 1500 м. в/ст. - 1 место (15.12,13);
- 4 по 200 м. в/ст. - 1 место.

### 2004 год
Чемпионат Европы по короткой воде (Дублин):
- 200 м. в/ст. - 5 место (1.45,18)[5] - Рекорд России;
- 400 м. в/ст. - 2 место (3.40,65);[6]
- 1500 м. в/ст. - 1 место (14.31,92)[7].

Чемпионат Европы:
- 400 м. в/ст. - 2 место (3.49,51);
- 1500 м. в/ст. - 1 место (15.04,35);
- 4 по 200 м. в/ст. - 2 место.

Чемпионат России:
- 200 м. в/ст. - 2 место (1.48,92);
- 400 м. в/ст. - 1 место (3.49,13);
- 1500 м. в/ст. - 1 место (14.59,87);
- 4 по 200 м. в/ст. - 2 место.

Олимпийские Игры:
- 400 м. в/ст. - 6 место (3.46,69);
- 1500 м. в/ст. - 4 место (14.52,48) - Рекорд России.

### 2005 год
Чемпионат Мира по короткой воде:
- 200 м. в/ст. - 4 место (1.45,40);
- 400 м. в/ст. - 1 место (3.40,79);
- 1500 м. в/ст. - 1 место (14.39,16);
- 4 по 100 м. в/ст. - 6 место;
- 4 по 200 м. в/ст. - 4 место.

Чемпионат Европы по короткой воде:
- 400 м. в/ст. - 2 место (3.37,81) - Рекорд Европы;[8]
- 1500 м. в/ст. - 1 место (14:27.12).

Кубок России
- 200 м. в/ст. - 1 место (1.46,57);
- 400 м. к/пл. - 1 место (4.07,48) - Рекорд России.

Чемпионат России по короткой воде:
- 200 м. в/ст. - 3 место (1.51,50);
- 400 м. в/ст. - 1 место (3.53,08).

Чемпионат России:
- 200 м. в/ст. - 1 место (1.49,07) - личный рекорд[5];
- 400 м. в/ст. - 1 место (3.51,20);
- 800 м. в/ст. - 1 место (7.56,08);
- 1500 м. в/ст. - 1 место (15.03,50).

Чемпионат мира:
- 400 м. в/ст. - 2 место (3.44,44) - Рекорд России;
- 800 м. в/ст. - 3 место (7.46,64)[9] - Рекорд Европы;
- 1500 м. в/ст. - 4 место (14.51,62) - Рекорд России;
- 4 по 200 м. в/ст. - 6 место.

### 2006 год
Кубок России (Липецк)
- 200 м. в/ст. - 1 место (1.46,57);
- 400 м. в/ст. - 1 место (3.40,50);
- 400 м. к/пл. - 1 место (4.09,66) - личный рекорд[5];
- 200 м. батт. - 3 место (1.56,69) - личный рекорд[5].

Чемпионат Европы по короткой воде:
- 400 м. в/ст. - 1 место (3.39,02)[10];
- 1500 м. в/ст. - 1 место (14.16,13) - Рекорд Европы[11].

Чемпионат Мира по короткой воде:
- 400 м. в/ст. - 1 место (3.38,08);
- 1500 м. в/ст. - 1 место (14.23,92).

Чемпионат России:
- 400 м. в/ст. - 1 место (3.51,29);
- 800 м. в/ст. - 1 место (7.53,12).

Чемпионат России по короткой воде (Липецк):
- 100 м. в/ст. - 51,18 - личный рекорд[5];
- 200 м. в/ст. - 3 место (1.50,57);
- 400 м. в/ст. - 1 место (3.47,63).

Чемпионат Европы:
- 400 м. в/ст. - 1 место (3.45,73);
- 1500 м. в/ст. - 1 место (14.51,93);
- 4 по 200 м. в/ст. - 5 место.

### 2007 год
Кубок России:
- 100 м. в/ст. - 14 место (51,18);
- 400 м. в/ст. - 1 место (3.43,26);
- 200 м. батт. - 6 место (1.59,83);
- 200 м. к/пл. - 6 место (2.03,07) - личный рекорд[5].

Чемпионат России:
- 400 м. в/ст. - 1 место (3.49,63);
- 400 м. к/пл. - 2 место (4.20,88);
- 4 по 200 м. в/ст. - 2 место.

Чемпионат Мира:
- 400 м. в/ст. - 3 место (3.45,47);
- 1500 м. в/ст. - 2 место (14.47,29) - Рекорд России.

Чемпионат России:
- 400 м. в/ст. - 1 место (3.46,61).

### 2008 год
Кубок России:
- 400 м. в/ст. - 1 место (3.40,66);
- 400 м. к/пл. - 1 место (4.10,40).

Чемпионат Мира по короткой воде (Манчестер)
- 400 м. в/ст. - 1 место (3.37,35)[5] - Рекорд Европы;
- 1500 м. в/ст. - 1 место (14.22,98).

Чемпионат России:
- 400 м. в/ст. - 2 место (3.47,91);
- 400 м. к/пл. - 2 место (4.18,05);
- 4 по 200 м. в/ст. - 1 место.

Чемпионат Европы (Эйндховен):
- 400 м. в/ст. - 1 место (3.45,10);
- 1500 м. в/ст. - 1 место (14.50,40);
- 4 по 200 м. в/ст. - 2 место.

Открытый Чемпионат России (Москва):
- 400 м. к/пл. - 1 место (4.17,93) - личный рекорд[5].

Олимпийские игры:
- 400 м. в/ст. - 7 место (3.43,97) - личный рекорд[5];
- 1500 м. в/ст. - 4 место (14.43,21)

### 2009 год
Кубок России:
- 400 м. в/ст. - 2 место (3.41,09);
- 400 м. к/пл. - 4 место (4.12,80).

Чемпионат Европы по короткой воде:
- 400 м. в/ст. - 12 место (3.42,48).

Чемпионат России:
- 400 м. в/ст. - 2 место (3.47,79);
- 800 м. в/ст. - 1 место (7.47,65);
- 1500 м. в/ст. - 1 место (15.07,88).

Чемпионат Мира:
- 800 м. в/ст. - 7 место (7.46,05)[12] - Рекорд России.

### 2010 год
Чемпионат России:
- 800 м. в/ст. - 3 место (8.05,88);
- 1500 м. в/ст. - 4 место (15.31,24).

"100 сильнейших пловцов России (Лобня)":
- 200 м. в/ст. - 10 место (1.55,61);
- 200 м. к/пл. - 5 место (2.09,05) - личный рекорд[5].

## Статистика выступлений

### Олимпийские игры
| Дистанция             | 2004 Афины | 2008 Пекин |
| --------------------- | ---------- | ---------- |
| 400 м вольным стилем  | 6          | 7          |
| 1500 м вольным стилем | 4          | 4          |

### Чемпионаты мира (бассейн 50 м)
| Дистанция             | 2003 Барселона | 2005 Монреаль | 2007 Мельбурн | 2009 Рим |
| --------------------- | -------------- | ------------- | ------------- | -------- |
| 400 м вольным стилем  | 6              | 2             | 3             |          |
| 800 м вольным стилем  |                | 3             |               | 7        |
| 1500 м вольным стилем | 10             | 4             | 2             |          |

### Чемпионаты мира (бассейн 25 м)
| Дистанция                | 2002 Москва | 2004 Индианаполис | 2006 Шанхай | 2008 Манчестер |
| ------------------------ | ----------- | ----------------- | ----------- | -------------- |
| 200 м вольным стилем     |             | 4                 |             |                |
| 400 м вольным стилем     |             | 1                 | 1           | 1              |
| 1500 м вольным стилем    | 5           | 1                 | 1           | 1              |
| 4 x 200 м вольным стилем | 2           | 4                 |             |                |

### Чемпионаты Европы (бассейн 50 м)
| Дистанция                | 2002 Берлин | 2004 Мадрид | 2006 Будапешт | 2008 Эйндховен |
| ------------------------ | ----------- | ----------- | ------------- | -------------- |
| 400 м вольным стилем     |             | 2           | 1             | 1              |
| 1500 м вольным стилем    | 1           | 1           | 1             | 1              |
| 4 x 200 м вольным стилем |             | 2           | 5             | 2              |

### Чемпионаты Европы (бассейн 25 м)
| Дистанция             | 2002 Риеса (Германия) | 2003 Дублин | 2004 Вена | 2005 Триест (Италия) | 2006 Хельсинки |
| --------------------- | --------------------- | ----------- | --------- | -------------------- | -------------- |
| 200 м вольным стилем  | 14                    | 5           |           |                      |                |
| 400 м вольным стилем  |                       | 2           | 1         | 1                    | 1              |
| 1500 м вольным стилем | 1                     | 1           | 1         | 1                    | 1              |

## Юрий Прилуков на Олимпиадах
На Олимпиаде в Афинах в 2004 году выступил на 2 дистанциях:
- 400 м вольным стилем — 6-е время в предварительных заплывах (3 мин 48,71 сек) и 6-е место в финале (3 мин 46,69 сек)
- 1500 м вольным стилем — 2-е время в предварительных заплывах (15 мин 01,02 сек) и 4-е место в финале (14 мин 52,48 сек)

На Олимпиаде в Пекине в 2008 году выступил на 2 дистанциях:
- 400 м вольным стилем — 8-е время в предварительных заплывах (3 мин 44,82 сек) и 7-е место в финале (3 мин 43,97 сек)
- 1500 м вольным стилем — 3-е время в предварительных заплывах (14 мин 41,13 сек — рекорд Европы) и 4-е место в финале (14 мин 43,21 сек)